# 3551 Verenia
A 3551 Verenia (ideiglenes jelöléssel 1983 RD) egy földközeli kisbolygó. R. Scott Dunbar fedezte fel 1983. szeptember 12-én.